# Sonohjan Utaki Išimon

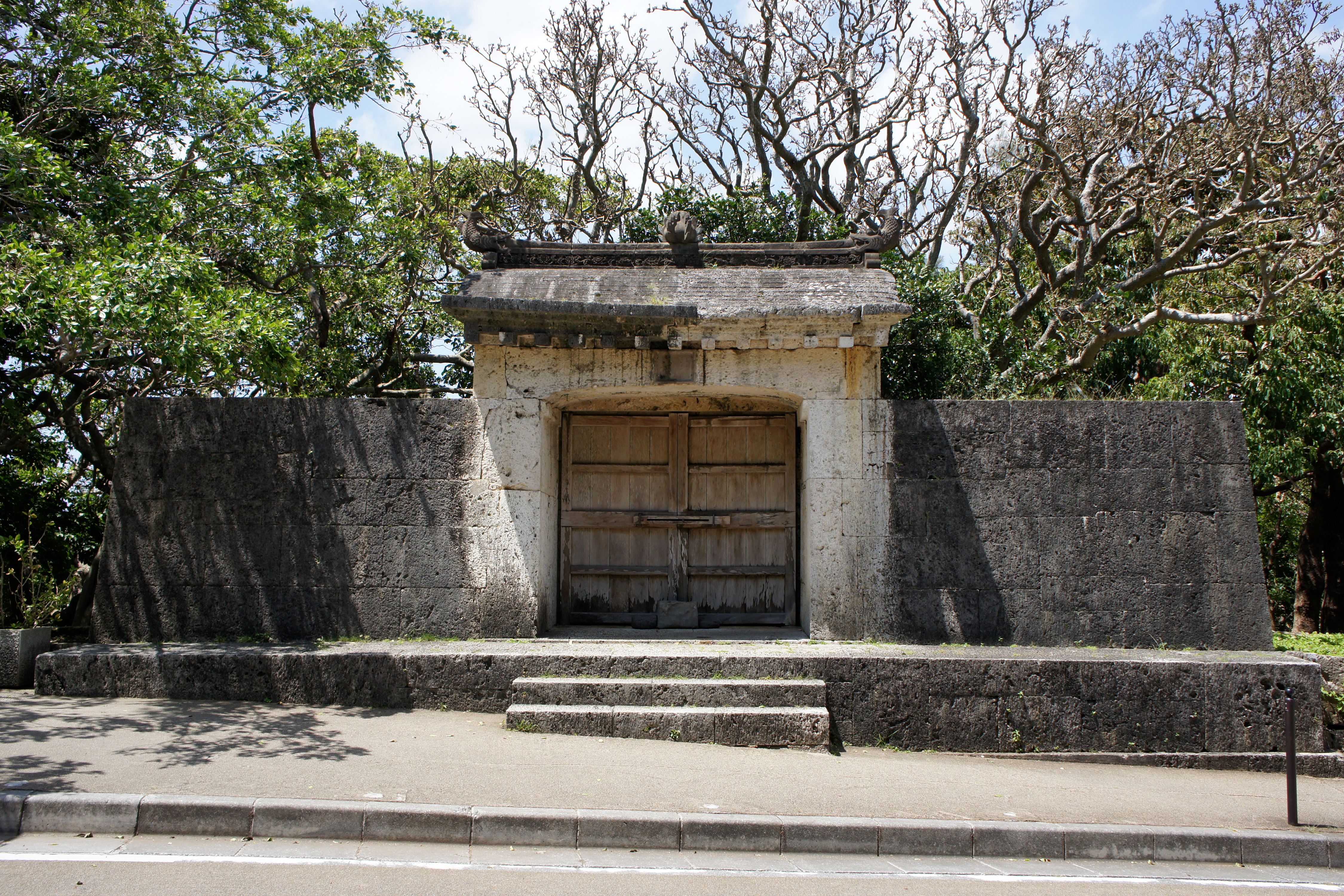
Čelní pohled na bránu Sonohjan Utaki Išimon

Kamenná brána Sonohjan Utaki (japonsky: 園比屋武御嶽石門; Sonohjan Utaki Išimon) leží na japonském ostrově Okinawa, kde byla postavena během existence království Rjúkjú.
Tato kamenná brána stojí nalevo od brány Šureimon. Byla vztyčena v roce 1519 králem Šo Šinem, třetím králem druhé dynastie Šo. Za bránou leží posvátný háj Sonohjan Utaki, kde se král modlil za řád ve svém království a za bezpečný návrat, když se vydával na cesty. Na kamenné bráně je zřetelně vidět čínský vliv a vysoká úroveň opracování vápence, kterého dosahovali místní řemeslníci.
Kamenná brána Sonohjan Utaki byla v roce 2000, společně s dalšími památkami v prefektuře Okinawa, zapsána na Seznam světového dědictví UNESCO pod názvem Gusuku a související památky na Království Rjúkjú.